# Leftism
Leftism – debiutancki album duetu Leftfield wydany w 1995 roku. Leftism był nominowany do Mercury Music Prize dla najlepszego albumu roku, ale ostatecznie nagrodę otrzymał album Dummy Portishead. W plebiscycie czytelników magazynu Q z 1998 roku, album znalazł się na 80. miejscu albumów wszech czasów, natomiast na liście „100 Greatest British Albums Ever” tego samego magazynu w 2000 roku Leftism znalazł się na 34. miejscu.

## Spis utworów

### Edycja CD
1. „Release The Pressure” – 7:39 (featuring Earl Sixteen & Cheshire Cat with Ad-Libs by Papa Dee)
2. „Afro-left" – 7:33 (featuring Djum Djum)
3. „Melt” – 5:21
4. „Song Of Life” – 6:55
5. „Original” – 6:22 (featuring Toni Halliday)
6. „Black Flute” – 3:46
7. „Space Shanty” – 7:15
8. „Inspection (Check One)” – 6:30 (featuring Danny Red)
9. „Storm 3000" – 5:44
10. „Open Up” – 6:52 (featuring John Lydon)
11. „21st Century Poem” – 5:42 (featuring Lemn Sissay)

- - Ostatnie 40 sekund utworu „21st Century Poem” to ukryty utwór

### Edycja 3×LP
1. Release the Pressure – 7:39
2. Afro-Left – 7:32
3. Cut For Life - 7:09
4. Melt - 5:15
5. Black Flute - 3:56
6. Original - 6:22
7. Inspection (Check One) – 6:29
8. Space Shanty - 7:14
9. Storm 3000 - 5:45
10. Half Past Dub - 3:38
11. Open Up - 8:44
12. 21st Century Poem - 4:39

### Australijska edycja

#### CD2
1. Afro-Left (Afro-Ride) – 9:10
2. Release The Pressure (Release One) – 7:23
3. Original (Live Dub) – 7:37
4. Filter Fish - 7:40
5. Afro-Left (Afro-Central) – 7:43
6. Release The Pressure (Release Four) – 5:03

### Reedycja z 2000 roku
Do reedycji wydanej 29 maja 2000 roku dołączono dodatkową płytę z remiksami:
1. Afro-Ride – 9:10
2. Release The Pressure (Release One) – 7:20
3. Original (Live Dub) – 7:31
4. Filter Fish – 7:40
5. Afro-Central – 7:43
6. Release The Pressure (Release Four) – 5:02
7. Cut For Life – 7:02

### Reedycja z 2017 roku
Jubileuszowa reedycja zawiera 11 pierwotnych utworów w nowych miksach oraz 11 niepublikowanych i zupełnie nowych remiksów umieszczonych na dodatkowej płycie.
1. Release the Pressure (Adrian Sherwood Mix) – 4:56
2. Afro Left (Hodge & Peverelist Mix) – 6:20
3. Melt (Quiet Village Mix) – 7:49
4. Song of Life (BodyJack Mix) – 8:51
5. Original (Adesse Versions Mix) – 7:03
6. Black Flute (Ben Sims Mix) – 8:19
7. Space Shanty (Voiski Mix) – 7:12
8. Inspection (Check One) (Maffi Mix) – 4:34
9. Storm 3000 (Dungeon Meat Mix) – 5:33
10. Open Up (Skream Mix) – 7:35
11. 21st Century Poem (Zomby Mix)